# Eofrondicularia
Vekusina es un género de foraminífero bentónico considerado como nomen nudum, aunque considerado perteneciente a la Familia Nodosariidae, de la Superfamilia Nodosarioidea, del Suborden Lagenina y del Orden Lagenida. Su rango cronoestratigráfico abarca el Lopingiense (Pérmico superior).

## Clasificación
En Eofrondicularia no se ha considerado ninguna especie.